# Georges Joseph Dufour
Georges Joseph Dufour (Saint-Seine, 1758 – Bordeaux, 1820) è stato un generale francese.
Si arruolò come volontario nel reggimento del Nivernese, e partì nei primi giorni della Rivoluzione francese alla testa di un battaglione del dipartimento della Charente.
Trovandosi a Verdun nel 1792, nel momento in cui i prussiani la occuparono, fu tra quegli ufficiali che rifiutarono di firmare la capitolazione. Partecipò alla presa di Namur, e fu ferito a Neerwinden nel 1793.
Partecipò anche alle Guerre di Vandea con il grado di generale di brigata e alle colonne infernali comandando una colonne della seconda armata sotto il comando di Haxo.
Nel 1794, si distinse nella difesa del ponte di Huningue. Aprì il passaggio del Reno nei pressi di Strasburgo, e fu con lui che venne a complimentarsi a Basilea il generale Napoleone Bonaparte.
Nel 1799, aprì la campagna sotto gli ordini di Bernadotte, e si gettò a fortezza di Magonza minacciata dal principe Carlo d'Austria-Teschen. Nell'esercito dei Paesi Bassi, contribuì a respingere gli inglesi ed i russi.
Messo nella parte democratica del Consiglio dei Cinquecento, il generale Dufour fu inserito nell'elenco dei candidati destinati a sostituire i direttori Merlin, Réveillère e Treilhard, sostituiti l'11 maggio.
Ritirato a Bordeaux, prestò i suoi servizi a Napoleone al suo ritorno dall'isola d'Elba. Fu rappresentante dei girondini alla camera dei Cento Giorni, e al Campo di Maggio fu comandante delle guardie nazionali di questo dipartimento.
Dopo il secondo ritorno dei Borbone, il generale Dufour fu catturato e condotto alla Prigione dell'Abbazia, dove rimase fino alla fine del 1816.